# Internationales Umweltabkommen
Ein internationales Umweltabkommen (engl. international environmental agreement, oft IEA abgekürzt) ist ein Übereinkommen zwischen zwei oder mehr Staaten im Bereich der Umwelt. Abkommen zwischen zwei Staaten werden als bilaterale, Abkommen zwischen drei und mehr Staaten für gewöhnlich als multilaterale Umweltabkommen (engl. Multilateral Environmental Agreement, MEA) bezeichnet. Internationale Umweltabkommen bilden, neben dem umweltbezogenen Völkergewohnheitsrecht, das Umweltvölkerrecht. Sie sind Gegenstand der internationalen und globalen Umweltpolitik.
Die von der Internationalen Union zur Bewahrung der Natur (IUCN), der Welternährungsorganisation (FAO) und dem Umweltprogramm der Vereinten Nationen ins Leben gerufene Datenbank Ecolex verzeichnet, Stand April 2020, etwa 2000 internationale Umweltverträge (→ Liste internationaler Umweltabkommen).

## Definition und Abgrenzung
Der US-amerikanische Politikwissenschaftler Ronald B. Mitchell definiert, entsprechend dem Begriff des internationalen Vertrages der Wiener Vertragsrechtskonvention, ein internationales Umweltabkommen als

“an intergovernmental document intended as legally binding with a primary stated purpose of preventing or managing human impacts on natural resources.”

„ein zwischenstaatliches Dokument, das als rechtlich bindend gewollt ist, mit einem erklärten primären Ziel, menschliche Einwirkungen auf natürliche Ressourcen zu verhindern oder zu bewältigen.“

In dieser Definition gehören sowohl originäre Übereinkommen, die etwas neu regeln, als auch deren Ergänzungen und Änderungen durch Protokolle und Änderungsverträge zu den internationalen Umweltabkommen. Entscheidend dafür, von einem Abkommen sprechen zu können, ist nicht die Bezeichnung als „Vertrag“, „Übereinkommen“, „Konvention“, „Protokoll“ o. ä. Entscheidend ist vielmehr, nach herrschender Meinung, dass die Vertragsparteien sich mit ihrer Zustimmung völkerrechtlich binden wollen. Dies grenzt internationale Abkommen vom Soft Law ab, zu dem unverbindliche Absichtserklärungen oder Empfehlungen gehören.
Staaten sowie internationale Organisationen als Völkerrechtssubjekte können solche Abkommen unterzeichnen und somit Vertragspartei werden. Staatenverbünde wie z. B. die Europäische Union haben ebenfalls die Möglichkeit, Vertragspartei eines internationalen Umweltabkommens zu werden. Dies unterscheidet sie von transnationalen Initiativen wie dem Global Compact, an denen substaatliche Akteure teilnehmen und denen keine völkerrechtliche Verbindlichkeit zukommt. Internationale Abkommen werden häufig unter der Schirmherrschaft einer internationalen Organisation ausgehandelt, etwa der Vereinten Nationen.
Schwierig ist die Einordnung von Verträgen in den Gegenstandsbereich „Umwelt“. In manchen Abkommen ist Natur- und Umweltschutz nur ein Nebenaspekt, dennoch können sie große Bedeutung im Umweltschutz erlangen. Das gilt zum Beispiel für den Antarktisvertrag oder das Seerechtsübereinkommen. Mitchells Definition orientiert sich am erklärten Ziel und nicht an den tatsächlichen Wirkungen der Verträge. In seiner Definition sind Umweltabkommen solche, deren erklärtes Hauptziel es ist, Wirkungen menschlichen Tuns auf natürliche Ressourcen zu vermeiden oder zu managen, wobei er zu den natürlichen Ressourcen die Atmosphäre, Ozeane, Flüsse und Seen, terrestrische Habitate und andere Elemente der Natur zählt, die Ökosystemdienstleistungen bereitstellen. Andere Definitionen heben auf die Wirkungen der Verträge ab, Schwierigkeiten bereiten in diesem Fall der Zeitpunkt, zu dem die Wirkungen analysiert werden, und Verträge, die zwar Umweltschutz bewirken wollen, aber tatsächlich wirkungslos bleiben.
Der räumliche Gültigkeitsbereich multilateraler Umweltabkommen kann sehr unterschiedlich sein. Während bei UN-initiierten Umweltabkommen (z. B. Biodiversitätskonvention) in der Regel weltweit alle Staaten Vertragspartei werden können, sind andere internationale Umweltabkommen regional ausgerichtet (z. B. für Europa die Berner Konvention).
Internationale Abkommen können zueinander und mit anderen, auch informellen und nicht-staatlichen, Prinzipien, Regeln und Verfahren in ihrem Gegenstandsbereich verbunden sein, die Gesamtheit der im- und expliziten Normen eines Bereichs bezeichnet man manchmal als Regime.

## Entwicklung

Vereinbarte multilateraler Umweltabkommen: Anteil verschiedener Gegenstandsbereiche an der Gesamtzahl, pro Jahrzehnt

Einzelne Umweltabkommen gab es bereits vor 1900, die Datenbank internationaler Umweltabkommen (IEADB) an der University of Oregon verzeichnet erste bilaterale Abkommen Englands aus dem Hochmittelalter, die Fischereirechte betrafen. Bis Mitte des 20. Jahrhunderts gab es einige wichtige Artenschutzabkommen, darunter das Londoner Abkommen zum Schutz wildlebender Tierarten (1900), ein Vorläufer des Washingtoner Artenschutzübereinkommen, die Übereinkunft zum Schutze der für die Landwirtschaft nützlichen Vögel (1902) zum grenzüberschreitenden Vogelschutz in Europa oder das Internationale Übereinkommen zur Regelung des Walfangs (1946). Die frühen 1970er Jahre sahen den Beginn einer umfassenderen internationalen Umweltordnung. Im Ergebnis der Weltumweltkonferenz 1972 in Stockholm bekannten sich die teilnehmenden 113 Staaten zu grenzüberschreitender Zusammenarbeit in Umwelt- und Naturschutz. Von der Konferenz ging auch die Gründung des Umweltprogramms der Vereinten Nationen (UNEP) aus.
In den 1970er und 1980er Jahren gelang es, regionale Probleme der Gewässer- und Luftverschmutzung in internationalen Abkommen zu adressieren. Für den europäischen Raum zählten dazu Abkommen zum Schutz der Nordsee (Abkommen von Oslo, 1972) oder das Übereinkommen über weiträumige grenzüberschreitende Luftverunreinigung (Genf, 1979).
In der zweiten Hälfte der 1980er Jahre wuchs die Bedeutung globaler Umweltpolitik. Das globale Problem der Zerstörung der Ozonschicht regelte das Wiener Übereinkommen (1985) in Verbindung mit dem Montreal-Protokoll (1987). Diese Abkommen wurden von allen Staaten der Welt akzeptiert. Die 1991 gegründete Globale Umweltfazilität sollte armen Ländern bei der Bekämpfung von Umweltproblemen finanziell helfen. Der Erdgipfel von Rio (1992), in der Nachfolge der Stockholmer Umweltkonferenz von 1972, führte u. a. zur Agenda 21 als Leitlinie nachhaltiger Entwicklung, der Klimarahmenkonvention und der Biodiversitätskonvention.
In den 2000er Jahren verlagerte sich der Fokus internationaler Umweltpolitik auf die Umsetzung der bestehenden Abkommen.

## Bilaterale Umweltabkommen
In bilateralen Umweltabkommen regeln zwei Staaten ihre intendierte Zusammenarbeit im Umweltbereich entweder auf Regierungs- oder auf Ressortebene zwischen den Umweltministerien.

### Deutschland
Seit der Einrichtung eines eigenständigen Bundesumweltministeriums 1986 hat Deutschland eine Vielzahl bilateraler Abkommen mit vielen Partnerstaaten in Europa und auch in anderen Regionen der Welt geschlossen. Ein Beispiel ist das deutsch-russische Regierungsabkommen über die Zusammenarbeit auf dem Gebiet des Umweltschutzes vom 28. Mai 1992 (BGBl. II S. 1240).

## Multilaterale Umweltabkommen

Die Zahl multilateraler Umweltabkommen stieg von den 1950ern bis zu den 1980ern allmählich, in den 1990ern dann sprunghaft. Von 2000 bis 2017 kamen weniger originäre Verträge hinzu, der Anteil der Änderungen und Protokolle zu bestehenden Abkommen wuchs.

Bis zum Jahr 2020 sind über 1300 multilaterale Umweltabkommen erfolgreich verhandelt worden. Die IEADB identifiziert darin 290 Abstammungslinien, also zusammenhängenden Familien aus einem originären Abkommen und daran anknüpfenden Protokollen und Änderungsabkommen, die es erweitern oder modifizieren. Mehr als zwei Drittel der Abstammungslinien bestehen nur aus dem ursprünglichen und einem oder zwei ändernden Verträgen. Die zehn umfangreichsten Linien bestehen aus je zwanzig oder mehr Verträgen, ihnen entstammen fast ein Drittel aller multilateralen Abkommen.
Bekannte originäre Umweltabkommen sind das Wiener Übereinkommen zum Schutz der Ozonschicht, die Klimarahmenkonvention (UNFCCC), die Biodiversitätskonvention (CBD) und das Übereinkommen der Vereinten Nationen zur Bekämpfung der Wüstenbildung (UNCCD). Zu den bedeutendsten Protokollen zählen unter anderem das Montreal-Protokoll, das Kyoto-Protokoll, welches seit 1997 die UNFCCC ergänzt, oder das Cartagena-Protokoll sowie das Nagoya-Protokoll zum Schutz der Artenvielfalt. Bekannte Änderungsabkommen sind besonders die nachfolgenden Verschärfungen des Montreal-Protokolls von London 1990, Kopenhagen 1992, Montreal 1997 und schließlich Peking 1999.

## Design

### Organisation
Viele multilaterale Abkommen etablieren eine regelmäßig, oft jährlich, stattfindende Vertragsstaatenkonferenz als höchstes Entscheidungsgremium. Ständige oder ad-hoc eingerichtete Arbeitsgruppen leisten Vorarbeiten zu den Konferenzen. Ein Sekretariat übernimmt organisatorische Aufgaben, bereitet Unterlagen auf und unterstützt den zwischenstaatlichen Informationsfluss. Der Umwelt- und Nachhaltigkeitswissenschaftler Sebastian Oberthür und der Politikwissenschaftler Thomas Gehring nennen auf Basis dieser Organe drei Typen internationaler Regime: solche im Rahmen bestehender internationaler Organisationen, die dann auch das Sekretariat und Kommunikationskanäle stellen, hierzu zählt der Meeresschutz nach den MARPOL-Abkommen, solche mit eigener Vertragsstaatenkonferenz und eigenem Sekretariat, beispielsweise die Internationale Kommission zum Schutz des Rheins, und schließlich solche, die das Sekretariat an einer internationalen Organisation ansiedeln, aber die Vertragsstaatenkonferenz unter eigener Regie durchführen, wie das Washingtoner Artenschutzabkommen oder der Schutz der Ozonschicht im Rahmen des Wiener Übereinkommens, deren Sekretariate bei der UNEP beheimatet sind. Eigene Vertragsstaatenkonferenzen und Sekretariate sind eher bei regionalen Abkommen üblich, wo es an passenden internationalen Organisationen fehlt, während in neueren, globalen Verträgen das dritte Modell verbreitet ist.

### Kodifizierung
Im Umweltvölkerrecht ist die Konstruktion aus einer Rahmenkonvention und Protokollen verbreitet. Das Rahmenabkommen legt allgemeine Ziele und Grundsätze fest. Protokolle ergänzen und konkretisieren diese. Dadurch kann die Staatengemeinschaft besser auf neue wissenschaftliche Kenntnisse reagieren, und es müssen nicht in jedem Fall alle Vertragsparteien eines Rahmenabkommens ein Protokoll ratifizieren. Beispielgebend war hier das Regime zum Schutz der Ozonschicht mit dem Wiener Übereinkommen als Rahmenkonvention, die durch das Montreal-Protokoll ergänzt und welches seinerseits in zahlreichen Änderungen modifiziert wurde. Diese Abkommen waren auch die ersten, die von allen Staaten der Vereinten Nationen ratifiziert worden sind.